# Shogo Takeda
Shogo Takeda (竹田 渉瑚 Takeda Shōgo?), född 1 januari 1995, är en japansk simmare.

## Karriär
Vid asiatiska spelen 2022 i Hangzhou, som arrangerades 2023, tog Takeda brons på 1 500 meter frisim.